# Zona de Reserva Campesina

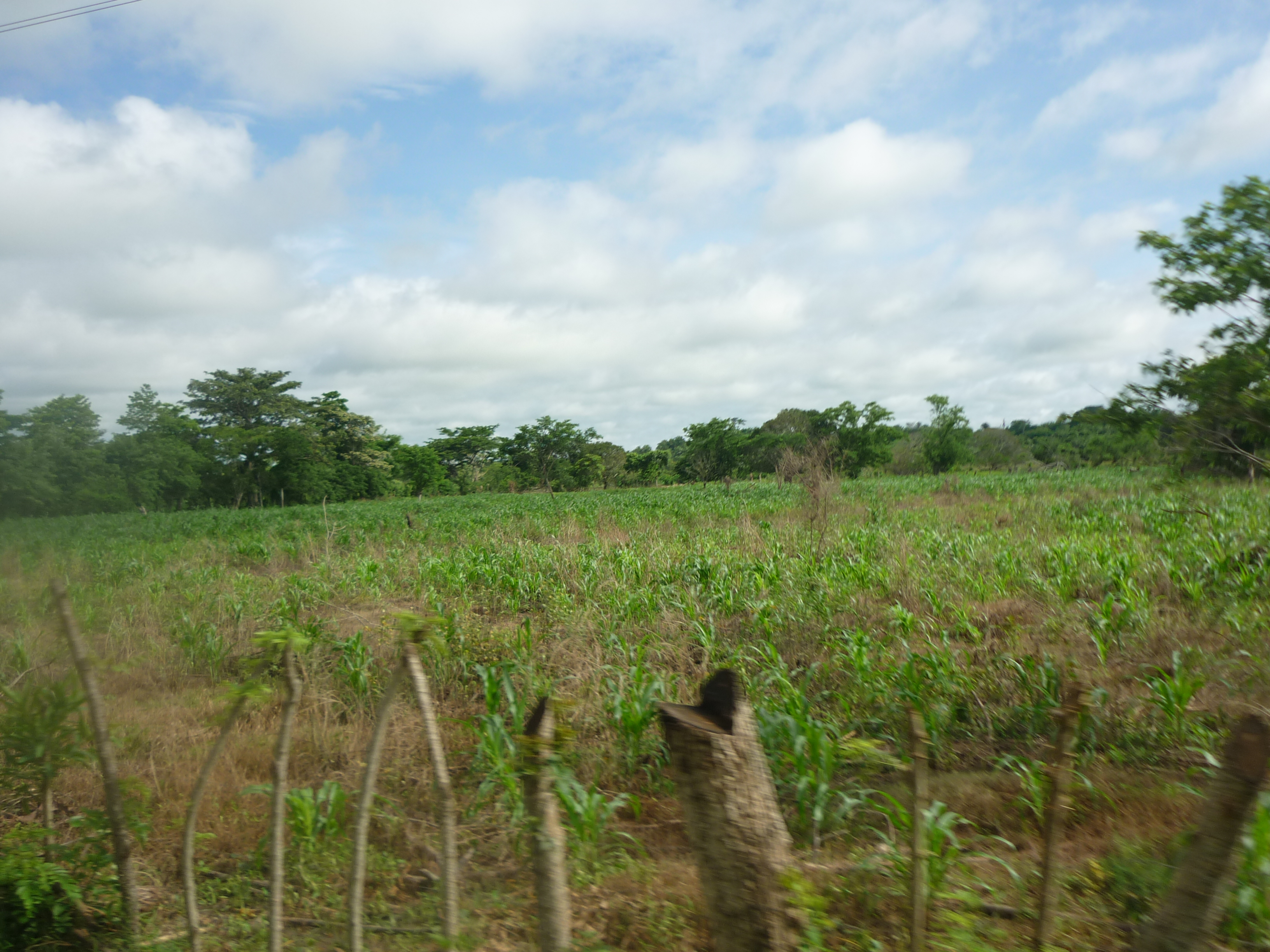
Territorio en el departamento de Bolívar, Colombia.

Zona de reserva campesina (ZRC) es un territorio protegido en Colombia, en beneficio de la economía campesina, las comunidades, y los ecosistemas.
La reserva campesina es una forma de ordenamiento social de la propiedad, en la medida que limita la cantidad tierra que puede tener en propiedad o posesión una persona; y por otra parte es una determinante del ordenamiento territorial.
El objetivo de las zonas de reserva campesina es generar las condiciones para la adecuada consolidación y desarrollo sostenible de la economía campesina y de los colonos en las zonas rurales, con el fin de superar las causas de los conflictos sociales que las afectan, y en general, crear las condiciones para el logro de la paz y la justicia social en las áreas respectivas.

## Aplicación
Estas fueron establecidas por la ley 160 de 1994, según la cual “son zonas de reserva campesina las áreas geográficas seleccionadas por la junta directiva del organismo competente de tierras, teniendo en cuenta las características agroecológicas y económicas regionales” (artículo 80) y también todas “las zonas de colonización y aquellas donde predomine la existencia de tierras baldías”, excepto las que se declaren de desarrollo empresarial (artículo 81).
Cada reserva campesina cuenta con su plan de vida o desarrollo y manejo ecológico, así como con reglamentos sobre propiedad, unidad agrícola familiar, funcionamiento, requisitos y obligaciones de los ocupantes. En las reservas campesinas solamente puede realizarse compraventa de tierras entre campesinos sin sobrepasar un límite de tamaño en propiedad de una persona o familia.
Las reservas campesinas deben ser entendidas dentro del marco constitucional determinado por el acto legislativo 01 de 2023 que reconoce al campesinado como sujeto de derechos y especial protección, así como sus formas de territorialidad campesina.
En Colombia hay reservas campesinas que buscan proteger a cerca de 5 millones de campesinos. Divididas en diferentes departamentos, se están analizando más hectáreas para así poder ampliar el área de campesinos protegidos:
- En 1997 se constituyeron las reservas campesinas de Guaviare (Calamar, El Retorno y San José) y El Pato – Balsillas (San Vicente del Caguán).
- En 1999 la de Arenal y Morales, en el departamento de Bolívar.
- En el 2000 las de Cabrera (Cundinamarca) y Bajo Cuembí o Perla Amazónica (Puerto Asís).
- La reserva del Valle del río Cimitarra, en Yondó y Remedios (Antioquia), Cantagallo y San Pablo (Bolívar), en el Magdalena Medio, fue constituida en diciembre de 2002, suspendida en abril de 2003 y reactivada en febrero de 2011.[5]
- El 16 de abril de 2018 se constituyó la reserva de Montes de María (bloque 2) en los municipios de El Guamo, San Juan Nepomuceno, Zambrano y Córdoba, en el departamento de Bolívar.[6]
- En el 2022, se crearon 4 zonas de reserva campesina: La Tuna (Santa Rosa-Cauca), Sumapaz (Distrito Capital), Losada-Guayabero (Meta) y Güejar-Cafre (Meta).[7][8]
- En el 2023, se constituyeron dos ZRC: Paraíso escondido, en Togüí (Boyacá)[9] y Venecia Parta Alta (Cundinamarca)[10]
- La ZRC de Tuluá (Valle) se constituyó el 29 de abril de 2024.[11]
- En el 30 de octubre de 2024, se crearon 4 zonas: Pradera (Valle del Cauca), Anzoátegui-Santa Isabel (Tolima), San José de Apartadó (Antioquia) y Tarazá (Antioquia)[12]
- Alto Sinú (Córdoba)[13][14]
- Santuario de Rabanal (Ventaquemada y Samacá, Boyacá) fue creado en el mes de diciembre de 2024. [15]
- En el mes de mayo de 2025, se creó nueva zona con el nombre de: Paz y Unión, situada en los municipios de Hacarí, La Playa de Belén, Ábrego y Bucarasica (Norte de Santander).[16]
- En el agosto de 2025, se conformó nueva zona de reserva campesina en Chaparral, Tolima. [17]

Existen varias solicitudes comunitarias en trámite para la constitución de zonas de reserva campesina, entre ellas:
- Montes de María (bloque 1), en Sucre y Bolívar.
- Anorí (Polígono 1 y Polígono 2) [19]
- Sur del Caquetá
- Montaña Caucana (Inzá)
- Cordillera del Caquetá (Florencia, Paujil, Montañita y Doncello)
- Caloto[20]
- Pasca (Cundinamarca)
- Itilla-Unilla (Guaviare)
- Valdivia (Antioquia)
- Dabeiba (Antioquia)
- Arauquita (Arauca)
- San Bernardo (Cundinamarca)
- Llanos del Yarí (Caquetá)
- Montelíbano
- Perijá en territorios de cuatro municipios de Cesar.
- Arbeláez (Cundinamarca)
- Otra zona de Catatumbo
- Cordillera Quindiana (Buenavista, Calarcá, Córdoba, Génova, Pijao y Salento)
- Baraya (Huila)
- Tasco (Boyacá)
- Corozal (Sucre)
- Claraval (Junín), Chuscales (Junín) y Santa Rita de Rio Negro (Gachalá)
- Montecristo (Gachalá) y Ubalá
- Viotá (Cundinamarca)

## Ejemplos en otros países

### Brasil
En Brasil, a partir de la ley 9.985 de 18 de julio de 2000, existen las reservas extrativistas, que son áreas aprovechadas por poblaciones tradicionales cuya supervivencia se basa en extraer recursos naturales renovables garantizando su conservación o su reproducción y, como complemento, en la agricultura de subsistencia y la cría de especies menores de animales. Dichas reservas pretenden proteger los medios de vida y la cultura de esas poblaciones, y asegurar el aprovechamiento sustentable de los recursos. Las áreas particulares incluidas en sus límites deben ser expropiadas con indemnización. Hasta 2016 habían sido conformadas 72 de estas reservas: 5 en Acre, una en Amapá, 10 en Amazonas, 20 en Pará, 5 en Rondonia, una en Tocantins, una en Alagoas, 4 en Bahia, 2 en Ceará, 5 en Maranhão, una en Paraiba, una en Piauí, 3 en Goiás, una en el estado de Río de Janeiro, otra en el estado de São Paulo y una más en Santa Catarina.